# Barnstädt
Barnstädt ist eine Gemeinde im Saalekreis in Sachsen-Anhalt. Sie gehört der Verbandsgemeinde Weida-Land an, die ihren Verwaltungssitz in der Gemeinde Nemsdorf-Göhrendorf hat.

## Geografie
Barnstädt liegt in einem Erosionstal auf der Querfurter Platte zwischen Halle (Saale) und Erfurt. Hier entspringt der Weidabach, welcher sich in Obhausen mit der Querne verbindet, um dann als Weida bis zum ehemaligen Salzigen See zu fließen.

### Gemeindegliederung
Als Ortsteil der Gemeinde ist Göhritz ausgewiesen.

### Nachbargemeinden
Nachbargemeinden sind Querfurt im Westen, Nemsdorf-Göhrendorf im Osten und Steigra, sowie Nebra im Burgenlandkreis im Süden.

## Geschichte
In einem zwischen 881 und 899 entstandenen Verzeichnis des Zehnten des Klosters Hersfeld wird das Haufendorf Barnstädt als zehntpflichtiger Ort Bernstat im Friesenfeld erstmals urkundlich erwähnt.
Gräberfunde reichen bis zu 4000 Jahre zurück.
Im Mittelalter durchquerten Barnstädt, erkennbar am weithin sichtbaren Kirchturm, regional wichtige Handelswege. Diese und die fruchtbare Schwarzerde brachten die sogenannten „Vierdörfer“, Göhritz, Barnstädt, Göhrendorf und Nemsdorf, zu einem besonderen Wohlstand; die Orte wurden bis ins 20. Jahrhundert offiziell die „reichen Vierdörfer“ genannt. Heute ist dies noch an zahlreichen großen Bauernhöfen sichtbar.
Der Ort lag bis 1815 im sächsischen Amt Querfurt. Im Jahr 1927 hatte Barnstädt 846 Einwohner.

## Bürgermeister
Otto Weber ist seit 1994 der demokratisch gewählte Ortsbürgermeister. Zu DDR-Zeiten war er ebenfalls seit 1985 Bürgermeister von Barnstädt. Er wurde 2001, 2008 und 2015 wiedergewählt.

## Verkehr
Direkt durch das Gemeindegebiet verläuft die Bundesstraße 180 von Hettstedt nach Naumburg (Saale).

## Kultur und Sehenswürdigkeiten

### Bauwerke

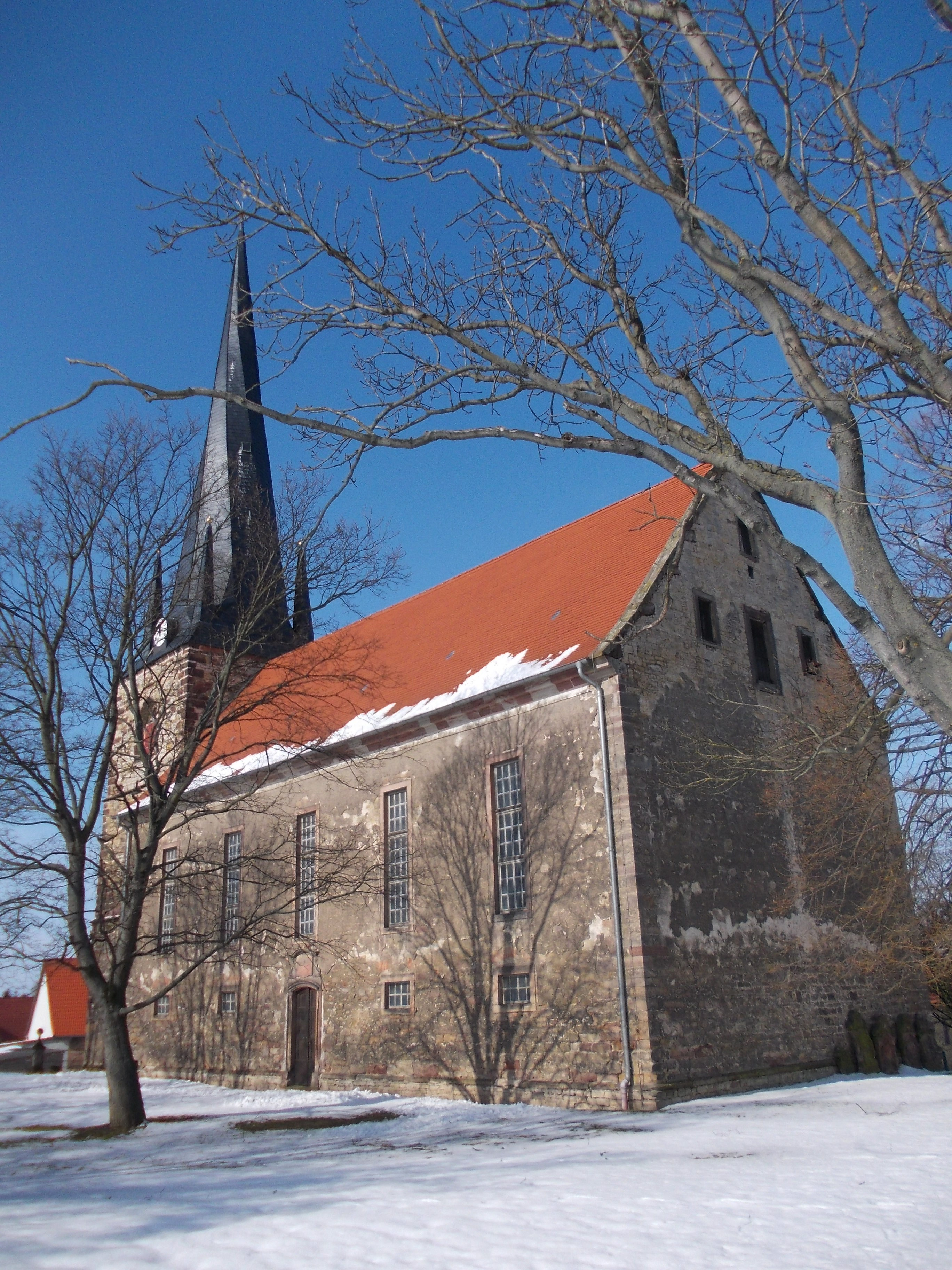
Kirche St. Wenzel

Die Barnstädter St.-Wenzels-Kirche ist aufgrund des mittelalterlichen Geläutes und des 1409 aufgesetzten, gedrehten Turmhelmes weithin bekannt. Die Orgel stammt von Johann Christoph Mocker II. 2011 wurde ihre Restaurierung von Rösel & Hercher Orgelbau abgeschlossen.
Weitere historische Besonderheiten sind das Sühnekreuz von 1113, der Baumanger mit seiner unter Denkmalschutz stehenden Baumgruppe, die anlässlich der Reichsgründung 1871 gepflanzt wurde, einige noch erhaltene Torbögen ehemaliger Bauerngehöfte, mehrere Denkmale und die im Jahr 2004 neu gestaltete Weidaquelle.

### Sport
Der SV 1946 Barnstädt e. V. ist der Sportverein in Barnstädt mit den Abteilungen Fußball, Kegeln und Ringen.
Beiden Männermannschaften im Fußball gelang in der Spielzeit 2007/08 im Zuge der Neustrukturierung der Landkreise jeweils der Aufstieg in die nächsthöhere Spielklasse. So stieg die erste Mannschaft in die neue Kreisoberliga und die zweite Mannschaft in die 1. Kreisklasse des neuen Saalekreises auf. Mit der Saison 2012/2013 wurde die zweite Mannschaft mangels Spielern aus dem Spielbetrieb zurückgezogen.

## Persönlichkeiten
- Franz Carl Ritter (* 1844 in Barnstädt; † nach 1903), Landwirt und Mitglied des Deutschen Reichstags
- Paul Pflock (* 1920 in Barnstädt; † nach 1967), Landwirt, Ortsbürgermeister und Mitglied der Volkskammer der DDR